# Bến Sung
Bến Sung là thị trấn huyện lỵ của huyện Như Thanh, tỉnh Thanh Hóa, Việt Nam.

## Địa lý
Thị trấn Bến Sung nằm ở phía đông huyện Như Thanh, dọc theo quốc lộ 45, có vị trí địa lý:
- Phía đông giáp huyện Nông Cống và các xã Phú Nhuận, Yên Thọ
- Phía tây giáp xã Xuân Thái
- Phía nam giáp xã Xuân Phúc và xã Xuân Thái
- Phía bắc giáp xã Hải Long.

Thị trấn Bến Sung có diện tích 21,92 km², dân số năm 2018 là 10.251 người, mật độ dân số đạt 468 người/km².

## Hành chính
Thị trấn Bến Sung được chia thành 16 khu phố: 1, 2, 3, 4, Cầu Máng, Đồi Dẻ, Đồng Mười, Hải Ninh, Hải Tiến, Kim Sơn, Vân Thành, Vĩnh Long 1, Vĩnh Long 2, Xuân Điền, Xuân Lai, Xuân Phong.

## Lịch sử
Địa bàn thị trấn Bến Sung hiện nay trước đây thuộc xã Hải Vân, huyện Như Xuân. Xã Hải Vân được thành lập vào ngày 4 tháng 9 năm 1964 trên cơ sở tách một phần diện tích và dân số của xã Vĩnh Hòa.
Ngày 29 tháng 2 năm 1988, Hội đồng Bộ trưởng ban hành Quyết định số 19-HĐBT. Theo đó, chia xã Hải Vân thành hai xã Hải Vân và Hải Long:
- Xã Hải Vân gồm các chòm bản: Ban Tài, Đồng Sung, Đồng Long, Đồng Mười, Đồng Kinh và Xuân Hòa
- Xã Hải Long gồm các chòm bản: Cao Đất, Bãi Chanh, Đồng Bồi, Đồng Nhơn và Làng Lim

Ngày 18 tháng 11 năm 1996, các xã Hải Vân và Hải Long chuyển sang trực thuộc huyện Như Thanh mới thành lập.
Ngày 11 tháng 4 năm 2002, Chính phủ ban hành Nghị định số 44/2002/NĐ-CP. Theo đó, thành lập thị trấn Bến Sung, thị trấn huyện lỵ huyện Như Thanh trên cơ sở 244,15 ha diện tích tự nhiên và 2.302 người của xã Hải Vân, 340 ha diện tích tự nhiên và 1.653 người của xã Hải Long.
Sau khi thành lập, thị trấn Bến Sung có 584,15 ha diện tích tự nhiên và 3.955 người. Xã Hải Vân còn lại 1.574,67 ha diện tích tự nhiên và 3.257 người.
Đến năm 2018, thị trấn Bến Sung có diện tích 4,80 km², dân số là 6.551 người, mật độ dân số đạt 1.365 người/km². Xã Hải Vân có diện tích 17,12 km², dân số là 3.700 người, mật độ dân số đạt 216 người/km².
Ngày 16 tháng 10 năm 2019, Ủy ban Thường vụ Quốc hội ban hành Nghị quyết số 786/NQ-UBTVQH14 về việc sắp xếp các đơn vị hành chính cấp xã thuộc tỉnh Thanh Hóa (nghị quyết có hiệu lực từ ngày 1 tháng 12 năm 2019). Theo đó, sáp nhập toàn bộ diện tích và dân số xã Hải Vân vào thị trấn Bến Sung.